# 倭国
倭国是中国古代诸王朝对于当时日本列岛上的政治势力的称呼。倭，《说文解字》释为：顺貌。从人委声，另外可解作遙遠的意思。有說法認爲「倭」是源自日語中的第一人稱詞根「（羅馬化：wa）」，但還未得到完全證實。
日文汉字中，的音讀為「（wa）」，與字同；訓讀為「（Yamato）」與的熟字訓相同。中国古代有以音译称呼和记载外国地理和人物名词的惯例，因而有中国学者认为「邪馬臺・耶馬臺」是「（Yamato）」的音译。郑张尚芳《胭脂与焉支》其语原也可能yama源于古汉语“岩”（参日语yama对汉越语“岩”nham，犹如家ya对“庌”nha），而to源于古汉语“止”，yama-to即依山岛居止之意，按日语称“女人”为 wonna （或作wouna，wonago，此据旧时日语词典，现在的写法是 onna），正跟“倭奴”古音相合。倭是中国古代对倭奴的简称，但倭奴的汉语古音爲「wana」、并不对应旧时日语词汇中女人的音讀「womina」。汉魏至晋之時，日本正是女王当政，倭奴国即是倭國中的奴國，并不指女王国。
日本列島在早期与中国的交往時还没有形成统一国家的概念，早期的倭人係以個別或团体进贡。根据中国早期历史书籍的记载，大约于弥生时代中期就开始不断有倭人团体与汉王朝在漢四郡进行朝貢事宜，如“周时天下太平，越裳献白稚，倭人贡鬯草”。直到7世纪后半叶，倭国对外的国号修正为日本。

## 汉朝时期
公元前108年，汉武帝灭卫满朝鲜后，日本列岛上有百多个小部落，其中三十多个通过朝鲜半岛与汉朝通使，其中以邪马台勢力最大，被称为大倭王。
汉光武帝建武中元二年（公元57年），第一次有明文記載「倭人國家」與中國往來。九州北部（博多湾沿岸）的倭奴国接受汉王朝的策封，后汉王朝光武帝封其为「倭奴国王」，并授予金印。1784年，在日本北九州地区博多湾志贺岛，出土一枚刻有“汉委奴国王”五个字的金印。金印为纯金铸成，印体方形，长宽各2．3厘米，高二厘米，蛇纽，阴刻篆体字。这一枚金印作为中日两国最早交往的证明，成了日本国宝。
有学者认为，根据印章命名规律和日语语音，“委奴”这个名字是日本人用汉字写出的自称，而非中国人提出的称呼。
汉安帝永初元年（107年），倭国王帅升等献生口百六十人，愿请见。
汉桓帝、汉灵帝（146—189年）时期，倭国大乱，互相攻伐，多年没有一个盟主。巫女卑弥呼以鬼神之道，被共立为女王。她有侍婢千人，却少有人见到她，只有一个男子为她送饮食，传递话语。卑弥呼没有丈夫，由弟弟辅佐治理国家。
卑弥呼所立的女王国，建都于邪马台，又称邪马台国。邪馬台國並非單一國家，而是一個由多個部落組成的聯盟，其中心是卑彌呼的政權，属国包含对马国、伊都国、奴国等部落。

## 三国时期
魏明帝景初三年（239年），卑弥呼派遣大夫难升米、次使都市牛利到带方郡与曹魏接触，而曹魏赐给卑弥呼的诏书中称她为“亲魏倭王”，回送各种布匹、金子、刀、铜镜、珍珠、铅丹等物。
正始元年（240年），带方太守弓遵遣建中校尉梯儁等人携带诏书印绶前往倭国，封卑弥呼为假倭王，并赐予金、帛、锦罽、刀、镜、采物，倭王也遣使上表答谢恩诏。
其四年（243年），卑弥呼再次派遣使大夫伊声耆、掖邪狗等八人，向曹魏上贡生口、倭锦、绛青缣、绵衣、帛布、丹木、犭付、短弓矢。掖邪狗等人被曹魏授予率善中郎将印绶。
其六年（245年），曹魏下诏赐倭国的难升米黄幢，付带方郡假授。
其八年（247年），新的带方太守王颀到任。卑弥呼女王与南部的狗奴国男王卑弥弓呼素来不和，遣倭载斯、乌越等人到带方郡陈述两国互相攻击的情况。太守王颀派塞曹掾史张政等人携带诏书、黄幢，以难升米为向导前往倭国劝告两国和平共处。卑弥呼此时已死，正修建大墓，直径百馀步，徇葬奴婢百馀人。邪马台另立男王，国中贵族不服，相互诛杀，死者千馀人。复立卑弥呼十三岁的宗女台与为女王，国中遂定。张政等曹魏的旨意告喻台与，台与派倭国大夫、率善中郎将掖邪狗等二十人送张政等回国，并贡献男女生口三十人，白珠五千，孔青大句珠二枚，异文杂锦二十匹。

## 两晋南北朝
晋朝时，倭国数次遣使入贡。

### 倭五王时期
晋安帝时，有倭王赞（或弥）遣使朝贡。宋武帝永初二年（421年），下诏封赞为倭国王，宋文帝元嘉二年（425年），赞又遣司马曹达奉表贡献方物。赞死，弟珍立，遣使贡献，自称使持节、都督倭、百济、新罗、任那、秦韩、慕韩六国诸军事、安东大将军、倭国王，上表请求正式封爵以及下属倭洧等十三人平西、征虏、冠军、辅国将军等称号，皆被宋朝答允。
元嘉二十年（443年），倭国新王济遣使朝贡，复被册封为安东将军、倭国王。二十八年（451年），加济使持节、都督倭新罗任那加罗秦韩慕韩六国诸军事，安东将军如故；并委任其所上奏二十三人官职。
宋孝武帝大明六年（462年），济死，世子兴遣使贡献，请求册封安东将军、倭国王。
兴死，弟武立，自称使持节、都督倭百济新罗任那加罗秦韩慕韩七国诸军事、安东大将军、倭国王。宋顺帝升明二年（478年），遣使上表，表中写道：“从我祖先禰开始，身穿盔甲，四处征战，没有闲暇过安宁的日子。东征毛人五十五国，西服众夷六十六国，陵平海北九十五国。高句丽无道要吞并百济，我父亲济想要领兵帮助百济，但父亲和兄长战死，我想要练兵替父兄报仇，所以暂时为开府仪同三司，授予下属各种官职，使手下效忠于我。”
齐高帝建元中（479—482年），册封武持节、都督倭、新罗、任那、加罗、秦韩、慕韩六国诸军事、镇东大将军。502年，梁武帝即位，进武号征东大将军。

## 隋朝时期
隋文帝开皇二十年（600年），倭王多利思北孤派人出使隋朝长安。文帝听说倭王以天为兄，以日为弟，只在晚上处理政事，白天政事则称交给弟弟太阳处理。认为“太无义理。”让其改正。原本倭王并无王冠，到多利思北孤时，才以锦彩制作王冠，以金银镂花为装饰。
大业三年（607年），多利思北孤派遣小野妹子为遣隋使，携带国书来中国，受到隋炀帝接见。其国书自称“日出处天子”，而称杨广为“日没处天子”，杨广大为不悦，对鸿胪卿说：“蛮夷国书有无礼的，就不要给我看了。”第二年（608年），杨广派文林郎裴世清出使倭国。裴世清回国时，小野妹子再次陪同他来隋朝。

## 唐朝时期
唐朝认为倭国即是古代的倭奴国。唐太宗贞观五年（631年），倭国遣使献方物。太宗以其路途遥远，下令鸿胪寺让倭国不要每年来朝贡，又派新州刺史高表仁出使倭国。在倭国，高表仁与倭国王子由于礼仪问题发生争执，负气没有宣读圣旨就跑回国了。到二十二年（648年）时，倭国又委托新罗上表，请求通使。
唐高宗龙朔三年（663年），百济王扶余丰向倭国请求援兵以抵抗唐军，在白江口之战中，百济、倭国水师联军被唐军击败。
到武则天时期，倭人认为倭国称呼不雅，且倭国近日所出，于是改称日本。长安三年（703年），其大臣朝臣真人来贡方物。则天在麟德殿设宴招待，授司膳卿。張守節《史記正義》上「武后改倭國為日本國」的記載。此后两国交流频繁，日本人朝臣仲满改名晁衡，官至唐朝的镇南都护。留唐学生有橘逸势、僧人空海等。

## 地理
有阿苏山火山，曾经喷发，浓烟接天。

## 风俗
男女皆黥臂，点面，纹身。每至正月一日，必射戏饮酒，其余节日，略与中华相同。倭人也好围棋、握槊、樗蒱的游戏。在审案时，叫两方从沸水中用手取小石子，手烂的即是有罪。或是从甕中捉蛇，被咬的就是理曲。
婚嫁同姓不娶，男女相悦者即为婚。妇入夫家，必先跨火，乃与夫相见。妇人不淫妒。死者敛以棺椁，亲戚朋友在尸体旁唱歌跳舞，妻儿兄弟以白布制作丧服。贵族三年入殡，庶人卜日而葬。及葬，置尸船上，陆地牵之，或者放在小舆上。

## 服饰
男子衣裙襦，其袖微小；鞋子是麻鞋，刷漆后，帮在脚上。百姓多赤足，不得用金银为饰品。故时，衣横幅，结束相连而无缝，头亦无冠，但垂发于两耳上。至隋朝时，其王才开始以锦彩制作王冠，以金银镂花为装饰。妇人束发于后，也是穿裙襦，裳皆有襈。头上戴着竹梳子。编草为垫子，杂皮为表，四周以文皮装饰。有弓、矢、刀、槊、弩、斧，漆皮为甲，以骨为箭矢。

## 官职
官职有十二等：一曰大德，次小德，次大仁，次小仁，次大义，次小义，次大礼，次小礼，次大智，次小智，次大信，次小信。另有军尼一百二十人，为各地地方长官。一军尼下辖十伊尼翼，一伊尼翼有八十户。

## 宗教
无文字，起初以刻木結繩記事。后于百济求得佛经，始有文字，佛教开始传播，但还有信奉卜筮、巫觋文化。

## 延伸阅读
[在维基数据编辑]
 《南齊書·卷58》，出自萧子显《南齊書》
 《南史·卷79》，出自李延壽《南史》
 《隋書·卷81》，出自魏徵《隋书》
 《舊唐書/卷199上》，出自刘昫《舊唐書》
 《後漢書/卷85》，出自范晔《後漢書》
 《三國志/卷30》，出自陳壽《三國志》
 《晉書·卷097》，出自房玄齡《晉書》
 《梁書/卷54》，出自姚思廉《梁書》
 《北史·卷094》，出自李延壽《北史》

### 腳註
1. ↑  王充《論衡》卷8<儒增篇>
2. ↑  黄当时.  (PDF).   [2022-06-27]. （原始内容存档 (PDF)于2022-06-27）.
3. ↑  日本有“景初三年”纪年铭的三角緣神獸鏡出土。见《考古》2006年第04期 《<三国志·魏书·东夷(倭人)传>中的“景初二年”为“景初三年”之误》作者：王仲殊。
4. ↑  诏书报倭女王曰：“制诏亲魏倭王卑弥呼：带方太守刘夏遣使送汝大夫难升米、次使都市牛利奉汝所献男生口四人，女生口六人、班布二匹二丈，以到。汝所在逾远，乃遣使贡献，是汝之忠孝，我甚哀汝。今以汝为亲魏倭王，假金印紫绶，装封付带方太守假授汝。其绥抚种人，勉为孝顺。汝来使难升米、牛利涉远，道路勤劳，今以难升米为率善中郎将，牛利为率善校尉，假银印青绶，引见劳赐遣还。今以绛地交龙锦五匹、臣松之以为地应为綈，汉文帝著皁衣谓之弋綈是也。此字不体，非魏朝之失，则传写者误也。绛地绉粟罽十张、蒨绛五十匹、绀青五十匹，答汝所献贡直。又特赐汝绀地句文锦三匹、细班华罽五张、白绢五十匹、金八两、五尺刀二口、铜镜百枚、真珠、铅丹各五十斤，皆装封付难升米、牛利还到录受。悉可以示汝国中人，使知国家哀汝，故郑重赐汝好物也。”
5. ↑  “自昔祖禰，躬擐甲胄，跋涉山川，不遑宁处。东征毛人五十五国，西服众夷六十六国，陵平海北九十五国。王道融泰，廓土遐畿，累叶朝宗，不愆于岁。道径百济，装饰船舫，而句丽无道，图欲见吞。臣亡考济方欲大举，奄丧父兄，使垂成之功，不获一篑。今欲练兵申父兄之志，窃自假开府仪同三司，其馀咸各假授，以劝忠节”。
6. ↑  《新唐书》卷220：後稍習夏音，惡倭名，更號日本。使者自言，國近日所出，以爲名。
7. ↑  《旧唐书》卷199：日本國者，倭國之別種也。以其國在日邊，故以日本爲名。或曰：倭國自惡其名不雅，改爲日本。

### 文獻
- 《后汉书·东夷列传倭国条》
- 《三国志·东夷传倭国条》
- 《晋书·四夷列传倭人条》
- 《南史》
- 《隋书》
- 《旧唐书》列传第一百四十八 列传第一百四十九 东夷 ○高丽　百济　新罗　倭国　日本